# Warhammer: Dark Omen
Warhammer: Dark Omen — военно-тактическая компьютерная игра в сеттинге Warhammer, сиквел Warhammer: Shadow of the Horned Rat. Разработана компанией Mindscape и издана Electronic Arts в 1998 году.

## Игровой процесс
Игровой процесс основан на настольной игре Warhammer Fantasy Battle.
Играя в качестве кондотьера Моргана Бернхарда, игрок должен победить множество противников в сражениях, используя как стрельбу и ближний бой, так и волшебство. Финансами наемной армии занимается казначей Дитрих. Несколько раз за игру нам предлагают принять участие в сторонних миссиях, наградой за победу в которых будут артефакты или уникальные отряды.
Потери, понесённые в предыдущих сражениях, складываются с растущим уровнем сложности сражений. Из-за этого игру очень трудно быстро пройти. Потери отрядов могут быть возмещены в большинстве городов в промежутки между миссиями, где можно нанять или полностью восстановить соответствующие отряды, если в них остался хотя бы один боец. Отряды приобретают опыт и становятся сильнее, тем самым увеличивая стоимость восстановления.
Игрок может получить магические артефакты и знамёна, которые можно вручить отдельным героям и целым отрядам в целях повышения их боевой эффективности.

## Сюжет
В введении игры показывается восстановление злого Короля нежити Нагаша на землях далеко на Юге от Империи, в стране мертвых под названием Нехекхара. Тем временем на Севере, игрок в роли наёмника Моргана Бернхарда, главного героя Warhammer: Shadow of the Horned Rat, защищает маленький торговый пост от нападения гоблинов. Армия была скоро отозвана к Альтдорфу, где им сообщают о том, что орки начали вторжение в Империю с Юга.
После многих боев против орков становится понятно — что-то заставило их сбежать в Империю. Игрок возвращается к Альтдорфу, чтобы доложить об этом, и ему поручено провести ряд экспедиций для борьбы с неизбежной угрозой мертвецов. Эти кампании состоят из нескольких сражений, и есть множество ситуаций, где игроку приходится совершить выбор между альтернативными путями, с дальнейшими последствиями.
В конечном счёте, после уничтожения правой руки Нагаша, лорда Вампира и темных рыцарей Грааля, поражения вторгшейся нежити в Кислеве, Бретонии и других пределах Империи, узнаётся местоположение Нагаша и начинается заключительное сражение.
По ходу игры характер Моргана Бернхарда меняется от наемника, заботящегося только о своих деньгах до героя, готового пожертвовать своей жизнью, чтобы спасти других.

## Оценки
| Сводный рейтинг    | Сводный рейтинг | Сводный рейтинг |
| Издание            | Оценка          | Оценка          |
| Издание            | PC              | PS              |
| ------------------ | --------------- | --------------- |
| GameRankings       | 81 %            | N/A             |
| Иноязычные издания |                 |                 |
| Издание            | Оценка          | Оценка          |
| Издание            | PC              | PS              |
| AllGame            | [ 2 ]           | [ 3 ]           |
| CGW                | [ 4 ]           | N/A             |
| Edge               | 6/10            | 6/10            |
| EGM                | N/A             | 5,25/10         |
| GameFan            | N/A             | 69 %            |
| Game Informer      | 8,75/10         | 7,75/10         |
| GameSpot           | 8,3/10          | N/A             |
| IGN                | 7/10            | N/A             |
| Next Generation    | N/A             | [ 13 ]          |
| OPMUK              | N/A             | 8/10            |
| PC Gamer (US)      | 86 %            | N/A             |

Игра получила в основном положительные отзывы критиков. Джейсон Бейтс из PC Gamer US назвал Dark Omen «определенно одной из лучших стратегических игр на рынке». Хотя его разочаровала линейная кампания, он пришел к выводу, что игра «сочетает в себе надежную систему варгеймов с миниатюрами и современную графику, создавая захватывающие ощущения в реальном времени». В журнале Computer Gaming World Эллиот Чин сравнил Dark Omen с Myth: The Fallen Lords и назвал её «отличной 3D-стратегией в реальном времени, которая доставляет гораздо больше удовольствия, чем её предшественница». Хотя он счёл игру «разочаровывающей» из-за ограничений интерфейса и высокой сложности, он охарактеризовал её как «глубокую тактическую игру с большим количеством магии». Бенджамин Э. Сонс из Computer Games Strategy Plus посчитал, что режим кампании в игре намного лучше конкурентов по жанру, а интерфейс улучшился по сравнению с Shadow of the Horned Rat, однако заметил, что «нескольким неприятным недостаткам все же удается оттащить Dark Omen от грани величия» — в частности, невозможность отдавать приказы во время внутриигровой паузы, из-за чего игра делает упор на скорость и реакцию игрока, а не на продуманную стратегию. Он выразил неуверенность в том, что улучшения придутся по вкусу тем, кому не понравилась первая игра.
Порт Dark Omen на PlayStation подвергся широкой критике. GamePro назвал её «провалом» и «стратегией реального времени без стратегии», заявив, что исход сражения обычно определяется исключительно численностью войск, и никакое другое решение игрока не влияет на исход битвы. Рецензент также высмеивал использование двумерных аватарок персонажей во внутриигровых роликах. Автор заключил: «если вы не являетесь большим поклонником франшизы Warhammer, избегайте этой тусклой игры любой ценой» Группа рецензентов Electronic Gaming Monthly согласилась с тем, что в игре настолько важно численное превосходство, что после нескольких сражений она становится скучной и слишком простой. Рецензент Next Generation, напротив, посчитал, что позиционирование войск жизненно важно для победы, и пришёл к выводу: «Обычным игрокам в стратегии реального времени игра показаться слишком сложной, но ястребам, ищущим испытаний, он должен прийти по вкусу». Он также признал, что управление с помощью геймпада намного сложнее компьютерной мыши.
Сайт GameSpot номинировал версию для ПК в категории «Лучшая игра, в которую никто не играл» на премии «Лучшие и худшие игры 1998 года», однако награда досталась Battlezone.
По словам писателя Марка Х. Уокера, игра оказалась коммерчески неудачной.